# Pablo Estramín
Pablo Estramín (* 30. September 1959 in Montevideo, Uruguay; † 18. Juni 2007 ebenda) war ein uruguayischer Musiker.
Estramín, der zu den Vertretern der Musikrichtung des Canto Popular zu zählen ist, begann seine Gesangsausbildung 1972 bei Elida Grandall. Er nahm seine erste Platte als Solo-Künstler im Jahre 1983 auf, begann seine musikalische Karriere jedoch bereits in den 1970er Jahren bei Verbenas Españolas sowie anschließend bei der Folklore-Gruppe Nuevo Tiempo. 1986 beteiligte er sich gemeinsam mit weiteren internationalen Musikern an einem Musikfestival für Frieden und Abrüstung in der Ukraine. Ab 1988 stand er beim Label Orfeo unter Vertrag. Aus dieser Zeit stammen seine nach Verkaufszahlen erfolgreichsten Platten, wie die mit der Goldenen Schallplatte ausgezeichneten Alben "Estamos acostumbrados", "Lo mejor de Pablo Estramín" und "La campana". "Morir en la capital" aus dem Jahre 1992 erreichte gar Platin-Status. Im selben Jahr wurde er beim Festival von Durazno mit dem Charrúa de Oro, dem Goldenen Charrúa, ausgezeichnet. Estramín, der unter anderem auch in Spanien, Brasilien, Argentinien, Paraguay und der Sowjetunion auftrat, starb an den Folgen einer Krebserkrankung und wurde einen Tag nach seinem Tod auf dem Cementerio del Norte in Montevideo begraben.

## Diskographie
- Cantacaminos (gemeinsam mit Juan José de Mello und Larbanois-Carrero, Sondor 44190, 1982)
- Pablo Estramín (Sondor 44231, 1984)
- Antología del canto popular (1987)
- Antología del candombe (1987)
- Se verá que pasará  (1988)
- Canciones de urgencia (1989)
- Estamos acostumbrados (1990)
- Morir en la capital (1992)
- Lo mejor de Pablo Estramín (1993)
- Canciones del Uruguay (1995)
- La campana (Orfeo 91287-4, 1995)
- Canciones del Uruguay Vol. II (1996)
- Canciones de mis amigos (1996)
- Canto popular en vivo (1998)
- Pablo Estramín en vivo (2006)
- Entre el camino y la esperanza (DVD, Montevideo Music Group, 2008)